# Ши Юэцзюнь
Ши Юэцзю́нь (кит. упр. 石悦军, пиньинь Shí Yuèjūn; 5 марта 1971 — 20 декабря 2006) — китайский серийный и массовый убийца, убивший за 5 дней 12 человек.

## Убийства
Работал мясником. В период с 24 по 29 сентября 2006 года Ши Юэцзюнь убил 12 человек и ранил четверых в городе Тунхуа китайской провинции Гирин. Его пытались арестовать за убийство 8 человек. В поимке участвовало 14 000 человек, включая 2000 полицейских. Его задержали в кукурузном поле, где он при сопротивлении убил ещё несколько человек. 29 сентября 2006 года он был арестован и 26 ноября приговорен к смертной казни. Ши объяснил содеянное как «месть за его унижения со стороны общества». 20 декабря 2006 года Ши был казнён.